# Counter-Strike 2
Counter-Strike 2, conhecido também como CS2 é um jogo tático multijogador de tiro em primeira pessoa anunciado 22 de março de 2023 e lançado em 27 de setembro de 2023.
Desenvolvido e publicado pela Valve. É o quinto jogo da série principal Counter-Strike.
Assim como o Global Offensive, o jogo é composto por duas equipes, os Contra-Terroristas e os Terroristas, uma contra a outra em vários modos de jogo baseados em objetivos específicos dependendo do modo de jogo.
Counter-Strike 2  traz várias melhorias em relação ao seu antecessor, incluindo uma mudança do motor de jogo Source para Source 2, gráficos aprimorados e uma nova arquitetura de servidor "sub-tick".
Além disso, muitos mapas do Global Offensive foram atualizados para aproveitar as vantagens dos recursos do Source 2, com alguns mapas recebendo revisões completas.
Após o lançamento, recebeu críticas geralmente favoráveis dos críticos. Contudo, a recepção dos jogadores foi mista; as críticas foram direcionadas à retirada do Global Offensive da Steam, ao desempenho ruim do jogo e à remoção de várias funcionalidades que estavam presentes no Global Offensive. Como resultado, Counter-Strike 2 recebeu milhares de avaliações negativas dos jogadores na Steam, tornando-o um dos títulos da Valve com com a pior avaliação na plataforma.

## Jogabilidade
Os jogadores são divididos em duas equipes, os Contra-Terroristas(CTs) e os Terroristas(TRs), cada equipe tem seus próprios objetivos dependendo do modo selecionado.
A maioria dos modos de jogo dura várias rodadas; entre as rodadas, os jogadores podem comprar diferentes armas e equipamentos para usar. Na maioria dos modos de jogo, os jogadores têm uma única vida por rodada e, se morrerem, não poderão jogar até o início da próxima rodada.

### Modos de jogo
- Competitivo: O objetivo dos Terroristas(Trs) sendo plantar um explosivo C4 em um dos dois locais de bomba no mapa (A ou B) ou matar todos os Contra-Terroristas(CTs), e o objetivo dos Contra-Terroristas(CTs) sendo matar todos os Terroristas(Trs) ou desarmar o explosivo, caso plantado pelos TRs. A equipe que completar seus objetivos vencerá a rodada e ganhará um ponto. Um total de 24 rodadas pode ser jogado em cada jogo, com a primeira equipe a alcançar 13 vitórias. Em servidores oficiais, se as duas equipes chegarem a 12 pontos é declarado como empate.
- Wingman: Em português conhecido como "Braço direito", o modo de jogo Wingman coloca apenas dois jogadores em cada equipe e apresenta apenas um local de bomba, vencendo o primeiro time a atingir nove pontos.
- Premier: Semelhante ao Competitivo, porém com um sistema de votação e banimento de mapas, além de uma prorrogação caso ambas equipes chegarem a 12 pontos. A prorrogação é feita de até 6 rodadas nas quais ambas as equipes iniciam com $10000 na primeira rodada. A primeira equipe a ganhar 4 das 6 rodadas vence a partida, e se as duas equipes ganharem 3 rodadas é declarado como empate.[6]

Além dos modos anteriores, o Counter-Strike 2 também inclui mais três modos de jogo adicionais:
- Casual: O Casual é um modo mais descontraído do CS2 e não conta ranking. Neste modo, 10 jogadores jogam de CT e outros 10 de TR. As equipes jogam rodada por rodada e precisam fazer 8 pontos para vencerem.
- Deathmatch: Neste modo, 20 se enfrentam e todos estão contra todos. A partida tem duração de 10 minutos e o jogador com mais pontos ao final deste período é o vencedor.
- Corrida Armada: Todos os jogadores começam com a mesma arma e recebem uma nova cada vez que matarem dois inimigos usando as armas de fogo ou um inimigo usando a faca. A última arma recebida é a faca dourada. O primeiro jogador que conseguir causar uma morte com a faca dourada vence a partida.

## Desenvolvimento
CS2 foi desenvolvido com o motor gráfico Source 2 como uma atualização do Counter-Strike: Global Offensive (2012), e vários aspectos do Global Offensive foram atualizados para usar os recursos do motor.  Além das mudanças no motor, o jogo conta com uma nova arquitetura de servidor, permitindo uma jogabilidade "sub-tick" que sincroniza com mais precisão a entrada do jogador. A nova mecânica de jogo inclui "física de fumaça" volumétrica, um recurso onde a fumaça gerada por uma granada de fumaça cresce para preencher espaços e pode ser alterada em tempo real por meio de granadas de mão ou tiros.
Muitos mapas do Global Offensive receberam atualizações para aproveitar as melhorias do Source 2, incluindo nova iluminação e materiais baseados em física. A Valve criou três grupos diferentes para colocar os mapas ao reconstruí-los: "Touchstone" para mapas cujo layout não foi alterado (ex. Dust II ), "Upgrades" para mapas que receberam atualizações gráficas em grande escala com os recursos do Source 2 (ex. Nuke) e "Revisões" para mapas reconstruídos do zero (ex. Inferno). Além disso, todos os itens cosméticos do Global Offensive, incluindo skins de armas, facas e luvas, foram transferidos para o Counter-Strike 2.

### Música
A música do CS2 foi composta pelo compositor Mike Morasky, mesmo compositor de Half-Life: Alyx (2020),  Portal 2 (2011), e Team Fortress 2 (2007). A trilha sonora de Counter-Strike 2 foi lançada para plataformas digitais pela Ipecac Recordings em 1 de novembro de 2023.

## Lançamento
CS2 foi anunciado oficialmente em 22 de março de 2023, mais tarde naquele dia, uma versão beta do jogo foi lançada para jogadores selecionados do Global Offensive. Ao longo da existência do beta, o jogo ganhou novas melhorias, incluindo mapas atualizados e um sistema revisado de carregamento de armas. Em 1º de setembro de 2023, o Teste Limitado foi lançado para todos que compraram o Global Offensive antes de se tornar gratuito em 2018 e estavam ativos em partidas competitivas.
Lançado dia 27 de setembro de 2023, substituindo Global Offensive na Steam. Inicialmente, vários recursos do Global Offensive foram removidos, incluindo os modos de jogo "Corrida Armada" e "Danger Zone", além de vários mapas, como Train and Cache, e todas as 167 conquistas do jogo.  Além disso, o suporte para o sistema operacional macOS e configurações de hardware mais antigas, incluindo DirectX 9 e sistemas operacionais de 32 bits, foi descontinuado, com atualizações futuras para Counter-Strike 2 sendo definidas para lançamento apenas em sistemas Windows e Linux de 64 bits.

### Problemas com trapaças
O CS2 além de vir com um novo motor gráfico mais atualizado, também veio com certos problemas, sendo um desses, a falta de um sistema anti-trapaça de qualidade. De acordo com a comunidade do Counter Strike 2, o problema que já existia no Global Offensive, piorou no CS2, o sistema VAC que estava sendo usado estava sendo ineficiente e não detectando os trapaceiros.
Após a atualização do dia 19 de agosto de 2024, cuja trouxe o VacNet 3.0, diversos trapaceiros foram identificados.

### Atualizações pós-lançamento
Em 3 de novembro de 2023, o jogo recebeu uma atualização a suporte ao Steam Workshop, permitindo aos jogadores enviar mapas personalizados e jogá-los em partidas privadas e servidores hospedados pela comunidade. Em 7 de fevereiro de 2024, o modo Corrida Armada do Global Offensive foi adicionado novamente ao Counter-Strike 2, após sua exclusão do lançamento inicial do jogo.

## Recepção

### Recepção critica
De acordo com o agregador de análises Metacritic, Counter-Strike 2 recebeu "avaliações geralmente favoráveis" dos críticos, com base em 16 análises críticas. No agregador de análises OpenCritic, o jogo recebeu uma pontuação média de 80, com 88% dos críticos recomendando-o no geral.
Jake Tucker do TechRadar deu ao Counter-Strike 2 uma classificação de 4 de 5 estrelas, resumindo com: "A parede de barulho e violência ' Counter-Strike 2 parecerá impenetrável para os novatos, mas uma atualização bem-vinda para os fãs de longa data do Counter-Strike. É o melhor jogo de tiro competitivo do mercado, mas é tão difícil para novos jogadores embarcarem que não será para todos." Chris Shive da Hardcore Gamer deu ao jogo uma classificação de 4/5, afirmando que Counter-Strike 2 é uma "atualização principalmente positiva para Global Offensive ".
Charlie Theel ' da Polygon, chamou Counter-Strike 2 de "um avanço significativo para a franquia", elogiando as mudanças do jogo no manuseio de armas, visuais, design de som e direção de arte.  Ed Thorn, editor de resenhas da Rock Paper Shotgun, afirmou que Counter-Strike 2 "captura o que faz o Counter-Strike funcionar", embora tenha notado que a base do jogo parecia "um pouco esparsa e um pouco instável" em seu lançamento inicial, mas se sentiu confiante que a Valve “tem um FPS que substituirá a Ofensiva Global com o tempo”.

### Recepção dos jogadores
As recepções iniciais dos jogadores foram sobre a remoção do Global Offensive da Steam, a remoção de vários modos de jogo que estavam presentes no Global Offensive, como Corrida Armada e Danger Zone, e a descontinuação do suporte ao sistema operacional macOS. Devido ao conteúdo removido, o jogo recebeu milhares de críticas negativas na Steam, a maioria delas escondidas pelas 7,5 milhões de críticas feitas anteriormente para Global Offensive, a maioria delas positivas. Graham Smith da Rock Paper Shotgun comentou que Counter-Strike 2 não deveria ter sido capaz de usar análises da Global Offensive para se sustentar, já que os dois eram jogos diferentes, e que se as análises dos usuários incluíssem apenas aquelas de Counter-Strike 2, a loja página mostraria um feedback misto dos jogadores equivalente a 59%.

### Indicações e premiações
| Ano  | Prêmio                | Categoria               | Resultado |
| ---- | --------------------- | ----------------------- | --------- |
| 2023 | Golden Joystick Award | Prêmio Ainda Jogando    | Indicado  |
| 2023 | The Game Awards 2023  | Melhor jogo de esportes | Indicado  |